# Resident Evil 5
Resident Evil 5, in Japan uitgegeven onder de titel Biohazard 5 (バイオハザード, Baiohazādo Faibu) is het zevende computerspel in de Resident Evil-reeks, uitgebracht in 2009 en ontwikkeld door Capcom. Het spel draait om Chris Redfield en Sheva Alomar die een terroristische dreiging in Kijuju onderzoeken.

## Gameplay
De speler kan ofwel als Chris Redfield of Sheva Alomar spelen. Het spel is fundamenteel hetzelfde als Resident Evil 4, met hetzelfde 'over schouder perspectief'. De vijanden van het spel heten Majini (Swahili voor kwaadaardige geest). De Majini kunnen wapens hanteren zoals sikkels, hooivorken, kapmessen, en later in het spel geweren. De speler kan hoofdzakelijk kiezen uit geweren, pistolen en granaten. In tegenstelling tot het vorige spel moet de speler tijdens het spel tussen zijn wapens wisselen of voorwerpen gebruiken. Resident Evil 5 is het eerste spel in de serie waarin spelers samen kunnen spelen.

## Verhaal
Het verhaal van Resident Evil 5 speelt zich af in Kijuju, een fictieve staat in Afrika. Hier heeft een gevaarlijk incident zich voorgedaan, waardoor Chris Redfield op onderzoek wordt gestuurd. Chris is tegenwoordig lid van de Bioterrorism Security Assessment Alliance (BSAA) en hij houdt zich bezig met allerlei kwesties waarbij bio-terrorisme een rol speelt.
Eenmaal aangekomen, ontmoet hij Sheva Alomar met wie hij de rest van het spel verdergaat.

## Ontwikkeling
Het spel werd officieel aangekondigd op 20 juli 2005. Jun Takeuchi nam de leiding over van Hiroyuki Kobayashi. Keiji Inafune, die de uitvoerend producent was voor de PlayStation 2 versie van Resident Evil 4, overzag het project. Takeuchi kondigde aan dat het spel hetzelfde gameplay-model zou gebruiken als dat van Resident Evil 4, terwijl het thema's zou gebruiken van de originele Resident Evil. In een interview van 2008 schatte bestuursvoorzitter Kenzo Tsujimoto dat de ontwikkeling op dat moment meer dan 2 biljoen yen kostte.

## Demo
De demo van Resident Evil 5 op Xbox Live Marketplace en het PlayStation Network is in de eerste maand meer dan 4 miljoen keer gedownload. In de demo zijn een tweetal levels gedeeltelijk te spelen. Dit kan met één of twee spelers in een co-op modus via splitscreen of een onlineverbinding.

## Downloadable content
Kort voor de release van Resident Evil 5 werd aangekondigd dat een concurrerende multiplayer-modus, genaamd Versus, beschikbaar zou zijn in de komende weken. Versus bevat twee verschillende online spelmodi. Slayers is een op punten gebaseerde modus waarin spelers Majini moeten vermoorden, terwijl in Survivors de spelers elkaar moeten najagen terwijl ze aangevallen worden door Majini. Spelers kunnen ook Team Survivors of Team Slayers spelen waarin er vier spelers zijn, twee aan elke kant.

## Onthaal

### Downloads en stuks verkocht
De downloadbare demo werd meer dan 4 miljoen keer wereldwijd gedownload op de PlayStation Store en Xbox Live, met meer dan 1.8 miljoen downloads tijdens de eerste dag.
De PlayStation 3-versie van Resident Evil 5 was het meest verkochte spel in Japan en ging in de twee weken na de release met 319.590 exemplaren over de toonbank. Resident Evil 5 werd het snelst verkopende spel in de serie in het Verenigd Koninkrijk. In Frankrijk verkocht het spel 110.555 stuks gedurende de eerste week, ongeveer de helft van de beschikbare voorraad in het land op dat moment. Op december 2009 heeft het spel 5.3 miljoen stuks wereldwijd verkocht, hiermee werd het het meest verkocht Resident Evil spel ooit.

### Recensies
De recensies voor Resident Evil 5 waren over het algemeen positief. De Official Xbox Magazine complimenteerde het spel voor zijn snelle actie en vond de graphics prachtig. X-Play merkte op dat hoewel de graphics uitzonderlijk waren, de AI het spel moeilijk maakte om te spelen. Bovendien waren ze teleurgesteld omdat ze vonden dat de controles overgenomen waren uit Resident Evil 4. Game Informer vond dat het spel de beste graphics had van een spel en dat de muziek de vijanden hielp tot leven te komen. Edge complimenteerde de gameplay. Ze noemden het spannend en hectisch, maar kritiseerden de besturing.> IGN hebben in hun recensie meegedeeld dat de split screen co-op zeer verwarrend was maar dat het spel een verrassend hoge replaywaarde had. 1UP! vergeleken Resident Evil 5 herhaaldelijk met Gears of War 2. Maar terwijl ze de spellen vergeleken in hun recensie, klaagden ze over de nieuwe besturing. Eurogamer vond dat Resident Evil 5 veel lijkt op eerdere spellen uit de serie en dacht dat het net als elke andere third-person actie shooter was. GameZone gaf het spel een 8.5/10 en zeiden dat: "Het feit dat Resident Evil 5 de moeite waard was om twee keer in een weekend te spelen laat zien hoe boeiend de gameplay is, en hoe het in staat is boven een aantal teleurstellende gebreken te stijgen."
| GameRankings                           | Metacritic                 |
| -------------------------------------- | -------------------------- |
| (PS3) 86,62% (X360) 86,32% (pc) 86,29% | (PS3) 84 (X360) 83 (pc) 86 |

## Trivia
- Het spel is opgenomen in het boek 1001 Video Games You Must Play Before You Die van Tony Mott.